# Pungmul
Le pungmul (terme coréen, hangeul : 풍물, hanja : (風物, morphologiquement : élément annonciateur ou chose du souffle, du vent, et pourrait se traduire par chose ou élément de la nature) est une tradition musicale populaire coréenne, incorporant des percussions de la danse et du chant. Elle plonge ses racines dans les traditions chamaniques et est généralement intégrée par les universitaires au nongak (農樂/농악 littéralement « Musique des agriculteurs »), fêtes et cultures liées aux activités agricoles.
Le Samulnori (四物놀이, litt. « jeux des quatre choses ») est un des éléments de cette culture.

## Galerie

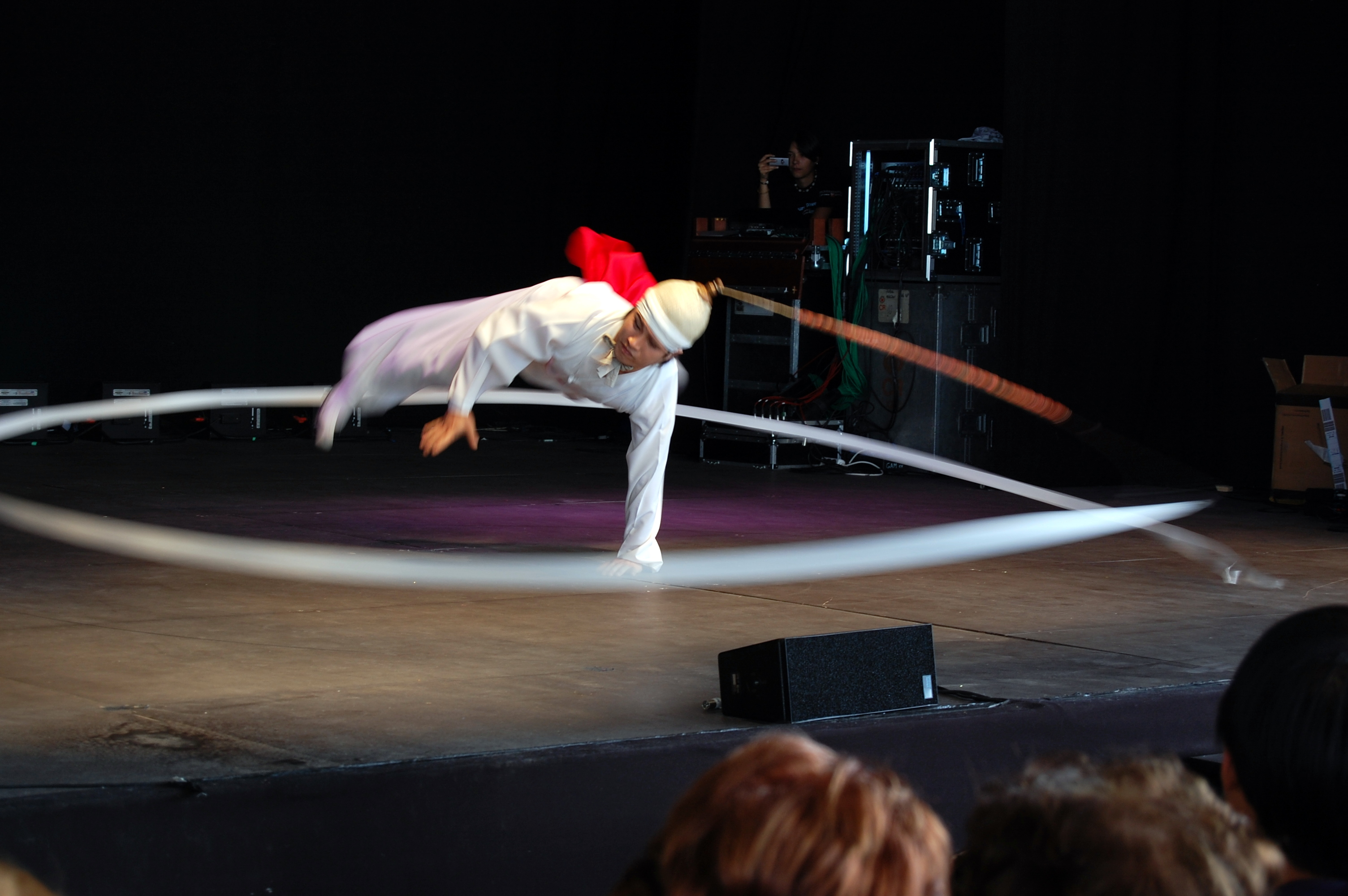
namsadang nori, sangmo
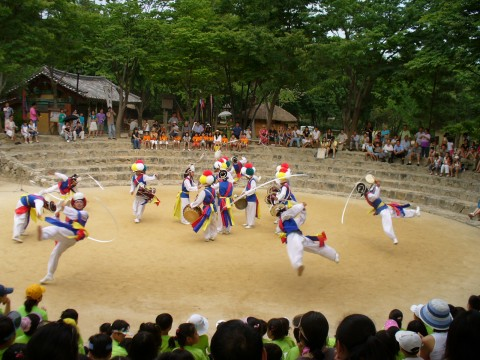
Danse pungmul
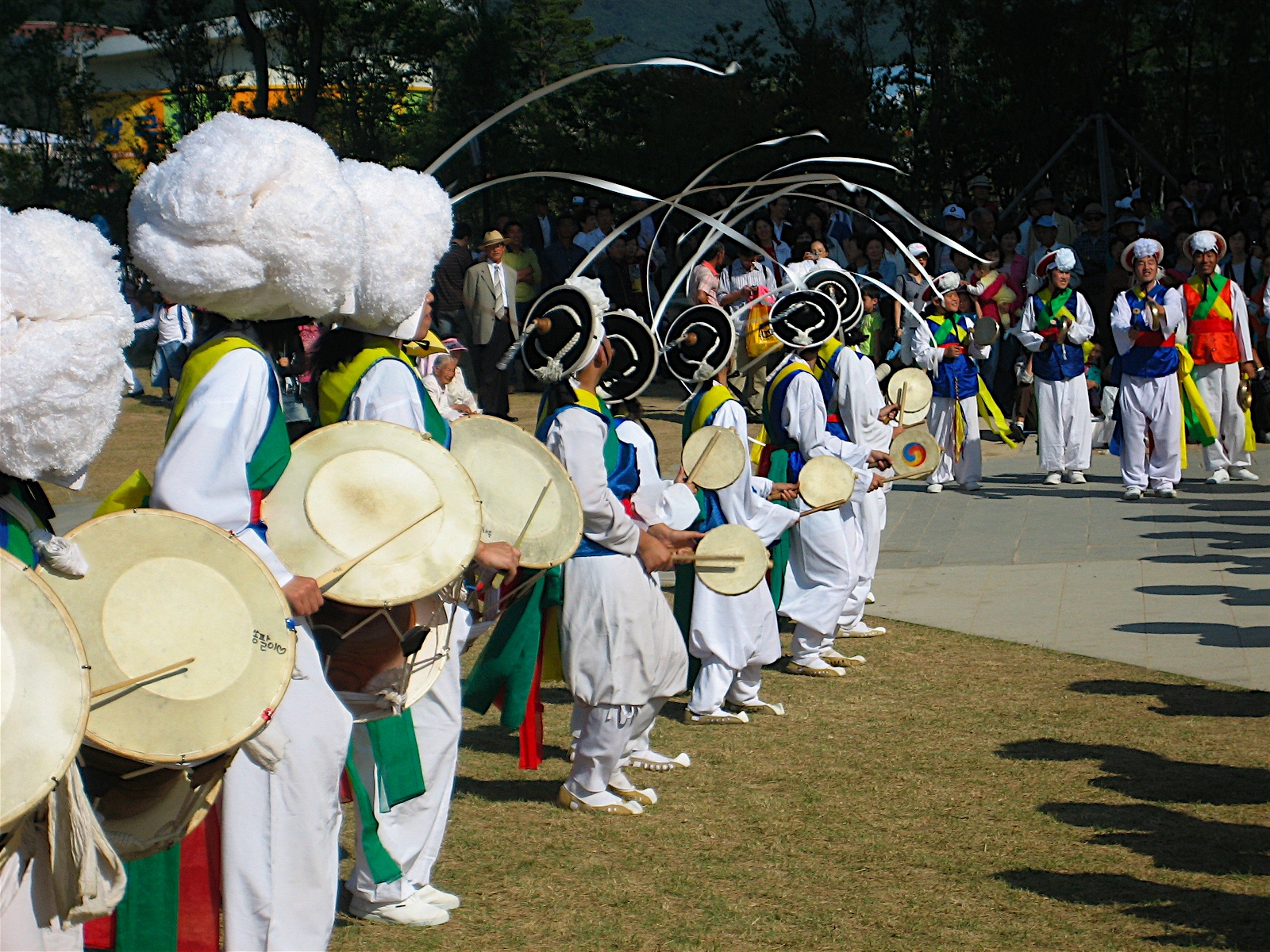
Nong'ak